# Thuật ngữ hàng không học

## Cấu trúc căn bản máy bay
| Tiếng Anh             | Tiếng Việt                          | Chú thích                                     |
| --------------------- | ----------------------------------- | --------------------------------------------- |
| Aileron               | bánh lái lượn, bánh lái liệng       |                                               |
| Biplane               | máy bay cánh kép                    |                                               |
| Canard                | cánh mũi                            |                                               |
| Ceiling               | trần bay                            | độ cao bay tối đa                             |
| Delta wing            | cánh tam giác                       |                                               |
| Dive                  | bổ nhào                             |                                               |
| Dive brake            | phanh bổ nhào                       | một kiểu cánh tà trên máy bay ném bom bổ nhào |
| Elevator              | bánh lái độ cao                     |                                               |
| Engine                | động cơ                             |                                               |
| Fuselage              | thân máy bay                        |                                               |
| Horizontal stabilizer | cánh đuôi ngang, cánh ổn định ngang |                                               |
| Level flight          | bay bằng                            |                                               |
| Monocoque             | máy bay thân đơn                    |                                               |
| Monoplane             | máy bay cánh đơn                    |                                               |
| Roll                  | liệng                               |                                               |
| Rudder                | bánh lái đuôi                       |                                               |
| Seaplane              | thủy phi cơ                         |                                               |
| Straight wing         | cánh ngang                          |                                               |
| Swept wing            | cánh xuôi                           |                                               |
| Tail fin              | cánh đuôi, cánh đuôi đứng           |                                               |
| Turn                  | lượn vòng                           |                                               |

## Động cơ và khí động học
| Tiếng Anh     | Tiếng Việt                         | Chú thích |
| ------------- | ---------------------------------- | --------- |
| Aspect ratio  | tỉ lệ dài/rộng của cánh            |           |
| Direct-inject | phun nhiên liệu trực tiếp          |           |
| Flap          | cánh tà                            |           |
| Induced drag  | lực cản sinh ra, lực cản phát sinh |           |
| Inline engine | động cơ (piston) thẳng hàng        |           |
| Radial engine | động cơ (piston) bố trí hình tròn  |           |
| Turbofan      | động cơ turbo quạt ép              |           |
| Turbojet      | động cơ turbo phản lực             |           |
| Turboprop     | động cơ turbo cánh quạt            |           |
| V-engine      | động cơ (piston) bố trí hình chữ V |           |

## Kỹ thuật vũ khí
| Tiếng Anh | Tiếng Việt                            | Chú thích |
| --------- | ------------------------------------- | --------- |
| Rocket    | rocket (không điều khiển)             |           |
| Missile   | tên lửa (có dẫn hướng, có điều khiển) |           |

## Kỹ thuật radar/dẫn đường/điện tử
| Tiếng Anh | Tiếng Việt                            | Chú thích                         |
| --------- | ------------------------------------- | --------------------------------- |
| ECM       | Phản công điện tử                     | Electronic Counter Measures       |
| ELINT     | Tình báo tín hiệu điện tử             | ELectronic signal INTelligent     |
| HUD       | Hệ thống hiển thị thông tin trước mặt | Head-up Display                   |
| SEAD      | Trấn áp phòng không đối phương        | Suppression of Enemy Air Defences |

## Tổ chức đơn vị không quân

### Hoa Kỳ và các quốc giaKhối thịnh vượng chung Anh
| Hoa Kỳ               | Khối thịch vương chung Anh | tiếng Việt (Hoa Kỳ/Anh)  | Chú thích                                                                            |
| -------------------- | -------------------------- | ------------------------ | ------------------------------------------------------------------------------------ |
| Section (hay Detail) | Section (hay Detail)       | Phi tuần/Phi tuần        | 2 đến 3 phi cơ                                                                       |
| Flight               | Flight                     | Phi đội/Phi đội          | 4 đến 6 phi cơ                                                                       |
| Squadron             | Squadron                   | Phi đoàn/Phi đoàn        | gồm nhiều phi đội                                                                    |
| Group                | Wing                       | Liên đoàn bay/Không đoàn | có từ 2 phi đoàn trở lên (Đơn vị của Anh là không đoàn)                              |
| Wing                 | Group                      | Không đoàn/Liên đoàn bay | có từ 2 liên đoàn trở lên. (Đơn vị của Anh là liên đoàn gồm từ 2 không đoàn trở lên) |
| Air force            | Air force                  | Không lực                |                                                                                      |
| Air command          | Air command                | Bộ tư lệnh Không quân    |                                                                                      |

Chú thích: Đơn vị liên đoàn và không đoàn giữa Anh và Hoa Kỳ đối nghịch nhau nên dễ gây nhầm lẫn. Đối với Hoa Kỳ thì không đoàn lớn hơn liên đoàn nhưng đối với Anh thì ngược lại liên đoàn lớn hơn không đoàn.

## Các đơn vị trong không quân
| Không lực Lục quân     | Không lực Hải quân | Tương đương tiếng Anh     | Tiếng Việt                                 | Chú thích                             |
| ---------------------- | ------------------ | ------------------------- | ------------------------------------------ | ------------------------------------- |
| Shōtai (小隊)          | Shōtai (小隊)      | Section                   | Tiểu đội/Biên đội/Phi tuần                 | gồm ba đến bốn máy bay                |
| Chutai (中隊)          | Hikōtai (飛行隊)   | Flight                    | Trung đội/Phi hành đội/Phi đội             | 4 đến 6 máy bay                       |
| Hikō Sentai (飛行戦隊) | Kokutai (航空隊)   | Squadron                  | Phi hành chiến đội/Hàng không đội/Phi đoàn | gồm ba đến bốn nhóm, 9 đến 16 máy bay |
| Hikōdan (飛行団)       |                    | Air Group                 | Phi hành đoàn/Liên đoàn bay                | có từ 2 phi đoàn trở lên              |
| Hikō shidan (飛行師団) |                    | Air Division/Air Flotilla | Phi hành Sư đoàn/Sư đoàn không quân        |                                       |
| Koku gun (航空軍)      |                    | Air Army                  | Hàng không quân/Không lực                  |                                       |